# Nancy Tshiaba
Nancy Tshiaba, née le 26 mars 1991 à Kinshasa, est une karatéka congolaise (RDC).

## Biographie
Nancy Tshiaba devient karatéka en 1999 et intègre l'équipe nationale congolaise en 2004. Elle est médaillée d'argent en kumite dans la catégorie des plus de 60 kg aux Jeux africains de 2007 à Alger.
Elle étudie le droit à l'université de Kinshasa.
Elle est médaillée de bronze en kumite dans la catégorie des plus de 68 kg aux championnats d'Afrique 2017 à Yaoundé ainsi qu'aux championnats d'Afrique 2021 au Caire.